# ناحیه سانگهار
ناحیه سانگهار (به انگلیسی: Sanghar District) یکی از ناحیه‌های پاکستان در پاکستان است که در ایالت سند واقع شده‌است. ناحیه سانگهار ۱۰٬۶۰۸ کیلومتر مربع مساحت و ۲٬۰۵۷٬۰۵۷ نفر جمعیت دارد.